# Twice
Twice (koreanisch 트와이스) ist eine südkoreanische Girlgroup der dritten K-Pop-Generation, die von JYP Entertainment durch die Castingshow Sixteen gegründet wurde. Die Gruppe besteht aus den neun Mitgliedern Nayeon, Jeongyeon, Momo, Sana, Jihyo, Mina, Dahyun, Chaeyoung und Tzuyu. Am 20. Oktober 2015 veröffentlichte die Gruppe ihre erste EP namens The Story Begins. Der offizielle Fanclub der Gruppe heißt Once.
Twice verkaufte weltweit bereits mehr als sechs Millionen Alben, davon 3,7 Mio. in Südkorea. Damit ist Twice die koreanische Girlgroup, die am meisten physische Alben verkauft hat.

## Geschichte

### Vorgeschichte: Sixteen
Im Dezember 2013 kündigte JYP Entertainment das Debüt einer neuen Girlgroup für die erste Hälfte des kommenden Jahres an. Im Februar 2014 wurden die JYP-Trainees Lena und Cecilia als Mitglieder angekündigt, während es Gerüchte um mögliche weitere Mitglieder gab. Nachdem Cecilia die Agentur verlassen hatte, sollte sie durch Sana ersetzt werden. Allerdings verließ schließlich auch Lena die Agentur und das Debüt der Gruppe wurde abgesagt.
Am 11. Februar 2015 gab Park Jin-young schließlich bekannt, dass die Mitglieder einer neuen Girlgroup durch die Castingshow Sixteen des Senders Mnet bestimmt werden sollen. Park erklärte in einer Pressekonferenz, dass die neue Gruppe das „natürliche und gesunde Gefühl“ der Wonder Girls und von Miss A haben werde, mit einer wilderen und bissigeren Seite. Die Show begann am 5. Mai 2015. Nayeon, Jeongyeon, Sana, Jihyo, Mina, Dahyun und Chaeyoung gingen daraus erfolgreich als Mitglieder der Gruppe Twice hervor. Park Jin-young gab jedoch später bekannt, dass er die Mitgliederzahl von sieben auf neun heraufsetze und um Tzuyu und Momo ergänze. Gründe seien Tzuyus Popularität bei den Fans der Castingshow und Momos Leistungsfähigkeit.
Am 10. Juli 2015 folgte die Eröffnung des Instagram-Kontos der Gruppe mit dem ersten, offiziellen Bild. Noch vor dem Debüt wurde die Webserie TwiceTV ausgestrahlt, mit den Geschichten und Hoffnungen der Mitglieder während ihrer Vorbereitung auf ihr Debüt.

### Debüt
Am 20. Oktober 2015 erschienen die EP The Story Begins und das Musikvideo zu Like OOH-AHH über die Plattform V Live. Der Titelsong wurde von Black Eyed Pilseung und Sam Lewis geschrieben. Innerhalb von fünf Monaten erreichte ihr Debütvideo mehr als 50 Millionen Aufrufe auf YouTube und damit mehr als die Debütsongs jeder anderen K-Pop-Gruppe. Es ist auch das erste Debütvideo einer K-Pop-Gruppe, das mehr als 100 Millionen Mal auf YouTube aufgerufen wurde. Bis Dezember hatte Twice 10 Werbeverträge abgeschlossen, die ihnen etwa 1,8 Milliarden Won einbrachten.

### 2016: Durchbruch
Die zweite EP von Twice, Page Two, wurde am 25. April 2016 veröffentlicht. Die Gruppe hielt dazu einen Auftritt in Seoul ab. Am 5. Mai erhielt Twice ihre erste Auszeichnung für den Titelsong Cheer Up in der Sendung M! Countdown. Es folgten Siege in Music Bank und Inkigayo.
Um das erste Jubiläum von Twice zu feiern, veröffentlichte die Gruppe am 20. Oktober das Lied One in a Million durch einen Auftritt auf Naver V Live. Kurz darauf erschien am 24. Oktober das dritte Mini-Album, Twicecoaster: Lane 1. Der Titelsong TT hat dabei ein Halloween-Thema. Am 3. Januar 2017 erreichte auch das Musikvideo zu TT 100 Millionen Aufrufe und stellte zu dieser Zeit einen Rekord auf. Kein anderes Musikvideo einer südkoreanischen Gruppe erreichte zuvor diesen Meilenstein in so kurzer Zeit. Inzwischen wurde das Video zu TT bis Anfang 2022 mehr als 600 Millionen Mal auf der Videoplattform YouTube aufgerufen. Twice war auch der vorherige Rekordinhaber mit Cheer Up. Ende des Jahres erschien eine Weihnachtsedition von Twicecoaster: Lane 1.

### 2017:Twicecoaster: Lane 2,Signal, Japan-Debüt und erstes Studioalbum
Vom 17. bis 19. Februar 2017 gab die Gruppe ihr erstes Konzert namens Twice 1st Tour: Twiceland The Opening im SK Olympic Handball Gymnasium als ersten Teil ihrer Welttournee. Einen Tag danach erschien die Wiederveröffentlichung ihrer vorherigen EP unter dem Titel Twicecoaster: Lane 2. Der darin enthaltene Titelsong ist Knock Knock. Lane 2 verzeichnete etwa 310.000 Vorbestellungen innerhalb einer Woche.
Signal, das vierte Mini-Album der Gruppe, erschien am 15. Mai zusammen mit der gleichnamigen Single. Mini-Album und Single erreichten beide Platz 1 der Charts. Am 14. Juni veröffentlichten Twice die japanische Version von Signal als Vorab-Single zu ihrem offiziellen Debüt in Japan, das am 28. Juni mit dem Album #Twice folgte. #Twice stieg auf Platz 2 der Oricon-Album-Charts.
Am 18. Oktober erschien ihre erste japanische Single One More Time. Mit 94.957 verkauften Kopien am ersten Tag stellten sie damit gleich einen neuen Rekord für eine K-Pop-Girlgroup in Japan auf. Am 30. Oktober erschien das erste komplette Studioalbum von Twice namens Twicetagram, den Albumtrack Likey beinhaltend. Das Musikvideo zu Likey, welches Anfang September in Kanada gedreht wurde, erreichte in den ersten 24 Stunden 10.767.044 Aufrufe, was einen neuen persönlichen Rekord für Twice darstellte.

### 2018:What Is Love,BDZ,Yes or Yesund Tourneen
2018 intensivierte Twice ihre Aktivitäten in Japan. Sie veröffentlichten zwei japanische Singles: Candy Pop und Wake Me Up. Weiterhin nahmen sie ein Cover des Jackson-5-Songs I Want You Back als Titellied für den japanischen Film Sensei Kunshu auf. Im September erfolgte die Veröffentlichung ihres ersten japanischsprachigen Studioalbums BDZ.
In Südkorea veröffentlichte die Gruppe im April das Album What Is Love?, im Juli Dance the Night Away und im November Yes or Yes.

### 2019–2020:#Twice2,Fancy You,SinglesundWorld Tour
Am 6. März erschien das japanische Album Twice2, welches aus Songs aus vorherigen koreanischen Alben besteht, die ins Japanische übersetzt wurden. Am 22. April veröffentlichten sie das Album Fancy You. Mit diesem Album haben sie mehr Alben verkauft als Girls’ Generation, und somit auch mehr als alle anderen koreanischen Girlgroups. Am 11. Juni veröffentlichte Twice zwei japanische Singles an einem Tag. Die beiden Songs sind Happy Happy und Breakthrough. Happy Happy repräsentiert einen hellen Sommertag und Breakthrough zeigt die Gefühle einer kühlen Sommernacht. Am 25. Mai begann die Welttournee TWICELIGHTS in Seoul und endete am 17. August in Kuala Lumpur. Es wurden Konzerte in verschiedenen Städten in Asien, Nordamerika und Südamerika veranstaltet. Danach folgte das achte Mini-Album mit dem Namen Feel Special am 23. September 2019. Das Album folgte einem für Twice neuem Konzept, war aber dennoch erfolgreich.
Am 29. April 2020 erschien auf Youtube die achtteilige Dokumentarreihe Twice: Seize the Light über die Girlgroup und ihre Tournee Twicelights.
Am 26. Oktober 2020 veröffentlichte Twice ihr zweites Studioalbum Eyes Wide Open, das 13 neue Lieder beinhaltet. Am folgte die Veröffentlichung des Songs Cry For Me.

### 2021-Heute: Internationale Expansion
2021 erschien mit Perfect World das dritte japanische Studio-Album der Gruppe. Im Oktober 2021 wurde mit The Feels die erste vollständig englischsprachige Single der Gruppe veröffentlicht. Mit Formula of Love: O+T=<3, dem dritten koreanischen Studioalbum, erreichte Twice Platz 3 der amerikanischen Billboard-Charts.
2022 trat die Gruppe im Rahmen der Welttournee III in verschiedenen nordamerikanischen Städten auf.
Seit 2022 ist Twice zunehmend in den Vereinigten Staaten aktiv, um dort ihre Alben zu bewerben. Die Gruppe trat under anderem bei der Tonight Show von Jimmy Fallon und der Kelly Clarkson Show auf.

## Mitglieder
| Bild (2016) | Name           | Geburtsname               | Geburtstag (Alter)      | Geburtsort  | Position          |
| ----------- | -------------- | ------------------------- | ----------------------- | ----------- | ----------------- |
|             | Jihyo 지효     | Park Ji-su a 박지수       | 1. Februar 1997 (28)    | Guri        | Team leader Vocal |
|             | Nayeon 나연    | Im Na-yeon 임나연         | 22. September 1995 (29) | Seoul       | Vocal, Dance      |
|             | Jeongyeon 정연 | Yoo Jeong-yeon 유정연     | 1. November 1996 (28)   | Suwon       | Vocal             |
|             | Momo 모모      | Momo Hirai 平井 もも      | 9. November 1996 (28)   | Kyōtanabe   | Vocal, Dance, Rap |
|             | Sana 사나      | Sana Minatozaki 湊崎 紗夏 | 29. Dezember 1996 (28)  | Tennōji-ku  | Vocal             |
|             | Mina 미나      | Mina Myōi 名井 南         | 24. März 1997 (28)      | San Antonio | Vocal, Dance      |
|             | Dahyun 다현    | Kim Da-hyun 김다현        | 28. Mai 1998 (27)       | Seongnam    | Vocal, Rap        |
|             | Chaeyoung 채영 | Son Chae-young 손채영     | 23. April 1999 (26)     | Seoul       | Vocal, Rap        |
|             | Tzuyu 쯔위     | Chou Tzu-yu 周子瑜        | 14. Juni 1999 (26)      | Tainan      | Vocal, Dance      |

## Diskografie
Studioalben

| Jahr                 | Titel Musiklabel                                | Höchstplatzierung, Gesamtwochen, AuszeichnungChartplatzierungen (Jahr, Titel, Musiklabel, Platzierungen, Wochen, Auszeichnungen, Anmerkungen) | Höchstplatzierung, Gesamtwochen, AuszeichnungChartplatzierungen (Jahr, Titel, Musiklabel, Platzierungen, Wochen, Auszeichnungen, Anmerkungen) | Höchstplatzierung, Gesamtwochen, AuszeichnungChartplatzierungen (Jahr, Titel, Musiklabel, Platzierungen, Wochen, Auszeichnungen, Anmerkungen) | Höchstplatzierung, Gesamtwochen, AuszeichnungChartplatzierungen (Jahr, Titel, Musiklabel, Platzierungen, Wochen, Auszeichnungen, Anmerkungen) | Anmerkungen                                                  |
| Jahr                 | Titel Musiklabel                                | KR | JP | DE | US | Anmerkungen                                                  |
| -------------------- | ----------------------------------------------- | --- | --- | --- | --- | ------------------------------------------------------------ |
| Südkoreanische Alben |                                                 | | | | |                                                              |
|                      |                                                 | | | | |                                                              |
| 2017                 | Twicetagram JYP Entertainment + Genie Music     | KR1 (103 Wo.)KR | JP7 (9 Wo.)JP | — | — | Erstveröffentlichung 30. Oktober 2017 Verkäufe: + 349.315    |
| 2017                 | Merry & Happy a JYP Entertainment + Genie Music | KR1 (82 Wo.)KR | JP8 (9 Wo.)JP | — | — | Erstveröffentlichung 11. Dezember 2017 Verkäufe: + 216.453   |
| 2020                 | Eyes Wide Open JYP Entertainment                | KR2 ×2Doppelplatin · (71 Wo.)KR | JP3 (12 Wo.)JP | — | US72 (1 Wo.)US | Erstveröffentlichung: 26. Oktober 2020 Verkäufe: + 500.000   |
| 2021                 | Formula of Love: O+T=<3 JYP Entertainment       | KR1 ×3Dreifachplatin · (49 Wo.)KR | JP2 (9 Wo.)JP | — | US3 (8 Wo.)US | Erstveröffentlichung: 12. November 2021 Verkäufe: + 750.000  |
| 2025                 | This Is For JYP Entertainment                   | KR1 (… Wo.)KR | — | DE27 (… Wo.)DE | — | Erstveröffentlichung: 11. Juli 2025                          |
| Japanische Alben     |                                                 | | | | |                                                              |
|                      |                                                 | | | | |                                                              |
| 2018                 | BDZ Warner Music Japan                          | — | JP1 Platin · (70 Wo.)JP | — | — | Erstveröffentlichung: 12. September 2018 Verkäufe: + 273.168 |
| 2019                 | &Twice Warner Music Japan                       | — | JP1 Platin · (45 Wo.)JP | — | — | Erstveröffentlichung: 20. November 2019 Verkäufe: + 250.000  |
| 2021                 | Perfect World Warner Music Japan                | — | JP2 Gold · (25 Wo.)JP | — | — | Erstveröffentlichung: 28. Juli 2021 Verkäufe: + 100.000      |
| 2022                 | Celebrate Warner Music Japan                    | — | JP2 Gold · (21 Wo.)JP | — | — | Erstveröffentlichung: 27. Juli 2022 Verkäufe: + 100.000      |
| 2024                 | Dive Warner Music Japan                         | — | JP2 Gold · (24 Wo.)JP | — | — | Erstveröffentlichung: 17. Juli 2024 Verkäufe: + 100.000      |